# Bikrampur
Bikrampur (en bengalí, বিক্রমপুর, Ciudad del Valor) era una pargana situada a unos 19 kilómetros al sur de Daca, la actual capital de Bangladés. En la actualidad, se conoce como Distrito Munshiganj de Bangladés. Es una región histórica en Bengala y fue parte del Estado de Bhawal.

## Historia

### Historia temprana
El emperador Ashoka el grande, de la dinastía Maurya, gobernó la mayor parte de Bengala desde el año c. 269 al año 232 EC. Siendo devoto de Buda Gautama, propagó el budismo a través de su reino que incluía Bikrampur al este. Siguiendo los altos ideales de esta religión la dinastía tamil de los Pala llegó a Bikrampur para gobernar la región.

### Periodo Pala
El segundo gobernante del Pala, Dharmapala, construyó un monasterio budista en Bikrampur durante su reinado entre los años 770 al 810. Después de su muerte, su hijo, Devapala, goberna esta región hasta el año 850 EC en el periodo de esplendor de la dinastía. Posteriormente la dinastía Pala se debilitaría perdiendo el poder de Bikrampur en el siglo X (hasta desintegrarse en el siglo XII por los ataques de los Sena).

### Periodo Chandra
Durante el gobierno de Srichandra, entre los 930 y 975, el centro administrativo del reino de Chandra se estableció en Bikrampur. La dinastía Varman (1035-1150 EC) reemplazó a los Chandras y estableció su reino independiente.

### Periodo Varman
Posterior a la caída Chandras, la dinastía Varman se hizo del poder en Bengala Oriental, formando el reino independiente de Kamarupa. Los Varman afirmaron que descendían de una rama de la dinastía Yadava de Simhapur. Jat Varman, Hari Varman y Samala Varman gobernantes notables en Bikrampur. Bhoja Varman fue el último gobernante independiente de la dinastía Varman, que fue derrotado por Vijaya Sena de la dinastía Sena en el siglo XI .

### Periodo Sena
En 1911,en Barrackpore, se descubrió una placa de cobre con una inscripción de la época de Vijay Sena (gobernante entre los años 1097 y 1160), fundador de la dinastía Sena. En dicha inscripción se menciona a Bikrampur como la capital de la región.  Continuó siendo la capital durante toda la Dinastía Sena. En el año 1205, el invasor afgano turcomano Bajtiiar Jalyi derrotó al entonces gobernante Sena, Lakshman Sen, en Nadia. Lakshman huyó a Bikrampur. Sus dos hijos Vishwarup Sen y Keshab Sen siguieron gobernando desde allí hasta el 1230.  Pero las inscripciones en placa de cobre durante su reinado no mencionan a Bikrampur como la capital. Otro gobernante hindú, Raja Danauja Rai, derrotó a un sucesor de Keshab Sen y comenzó a gobernar desde allí. A principios de 1280 trasladó la capital a Suvarnagrama (más tarde llamada Sonargaon).

### Periodo mogol
El emperador mogol, Akbar el grande, estableció a Bikrampur como una de las 52 parganas de la sarkar Sonargaon en la subah de Bengala durante sus reformas administrativas de 1572 hasta 1580. Durante ese tiempo, Chand Rai y Kedar Rai fueron los zamindars de Bikramapur. En las expediciones contra Bara-Bhuiyans, el subadar mogol Man Singh I mató a Kedar Rai a principios del siglo XVII.
Posterior al periodo del emperador moghul Aurangzeb, durante la época del nawab de Bengala Murshid Quli Khan, Bikrampur se dividió en ocho tehsils: Bhagyakul, Srinagar, Maijpara, Sinhapara, Taltala, Sirajdikhan, Louhajong y Baligaon. Cada tehsil estaba representado por un zamindar. Muhammad Azim Khan se convirtió en el zamindar de Louhajong que ostentaba el título de "Khan Bahadur". Gobinda Prasad Roy se convirtió en el Zamindar de Maijpara.

## Gente notable
- Fakhruddin Ahmed (nacido en 1940)
- Iajuddin Ahmed (1931-2012)
- Atiśa Dīpankara Śrījñāna ( c. 982–1054

 d. C.)
- Asitsen (1922-2001)
- Humayun Azad (1947-2004)
- Bhanu bandopadhyay (1920-1983)
- Manik Bandopadhyay (19 de mayo de 1908 - 3 de diciembre de 1956)
- Pratima bandopadhyay (1934-2004)
- Atin Bandyopadhyay (1934-2019)
- Kedareswar Banerjee (1900-1975)
- Rameshwar Banerjee (8 de febrero de 1925 - 21 de noviembre de 1945)
- Benoy Basú (1908-1930)
- Samaresh Basu (1924-1988)
- Jagadish Chandra Bose (1858-1937)
- Nripen Chakraborty (1905-2004)
- Moushumi Chatterjee (nacido el 26 de abril de 1948)
- Sabitri Chatterjee (nacido el 22 de febrero de 1937)
- Aghorenath Chattopadhyay
- Nishikanta Chattopadhyay
- Soorjo Coomar Goodeve Chuckerbutty (1826–1874)
- Brojen Das (1927-1998)
- Chittaranjan Das (1870-1925)
- Durga Mohan Das (1841-1897)
- Jibanananda Das
- Narayan Debnath (nacido en 1925)
- Dwarkanath Ganguly (1844–1898)
- Suhasini Ganguly (1909-1965)
- Kaliprosanna Ghosh (1843-1910)
- Prafulla Chandra Ghosh (1891-1983)
- Badal Gupta (1912-1930)
- Dinesh Gupta (1911-1931)
- Jogendranath Gupta (1883-1965)
- Chashi Nazrul Islam (1941-2015)
- Radhu Karmakar (1919-1993)
- Muhammad Hamidullah Khan (1938-2011)
- Prasanta Chandra Mahalanobis (1893-1972)
- Imdadul Haq Milán (nacido en 1955)
- Ashutosh Mukhopadhyay (1920-1989)
- Shirshendu Mukhopadhyay (nacido en 1935)
- Sarojini Naidu (1879-1949)
- También conocido como Firoze Noon (1946-2006)
- Rayo Kedar
- Siddhartha Shankar Ray (1920-2010)
- Mokshadacharan Samadhyayi
- Laboni Sarkar
- Soham Swami (1858-1918)
- Sarada Ukil (1888-1940)